# 张云 (天文学家)
張雲（1896年8月31日—1958年10月27日），字樂鍏，號子春，男，广东开平人，中国天文學家，曾三度获任國立中山大學校長，廣東航空學校天文教官、中央研究院天文研究所所長，曾遞補當選為第一屆立法委員。

## 生平
1913年，進武昌高等師範學校（国立武汉大学前身），1917年畢業。
1917年，卒業後於菲律賓怡朗華僑商業學校任校長。
1919年，返粵，於廣東省立女子師範學校任教。
1920年考取公費留法，留學法國，先進中法大學，繼入里昂大學，獲里昂大學理學碩士、天文學博士。
1925年，國際天文學聯合會倫敦第二屆大會中國列席代表。
1927年，返國，任教國立中山大學，歷任教授、系主任、教務長和校長等。
1929年，創建國立中山大學數學天文系、國立中山大學天文臺，任系主任、天文臺台長，并兼任廣州氣象臺台長。1929年起兼任中央研究院天文研究所邂訊研究員，中國天文學會評議員。
1930年至1944年，任中國天文學會變星觀測委員會主任委員。
1936年起，連任中國天文委員會第一、二、三屆常務委員。
1937年，他受命策動在廣州的陳濟棠所屬飛機北飛成功，曾獲國民政府雲麾勳章
1939年，任國立中山大學教務長，在此前後，任中央研究院評議員，並為氣象天文組成員。
1941年，任國立中山大學代理校長，次年6月以“未能展其籌策”為由辭職。
1944年，赴重慶任西北各省高等教育視察團團長。
1945年，抗日戰爭勝利後返廣州，任兩廣教育特派員，從事接管事宜。
1946年，赴美國哈佛大學講學，致力變星研究，於1947年發現一顆變星。
1947年，又應邀赴英。
1948年，遞補當選為專科以上教育團體立法委員。
1948年6月，教育部委任為國立中山大學校長，未到任，10月辭職。
1949年6月，再次委任任國立中山大學校長。後離校赴香港定居，執教於中專院校，潛心天文科普寫作。
1958年10月27日，卒於香港九龍九龍醫院，10月29日葬於荃灣華人永遠墳場
2021年6月16日，國際天文聯會將300854號小行星命名 Changyuin 張雲，以表揚他對中國天文學的貢獻。

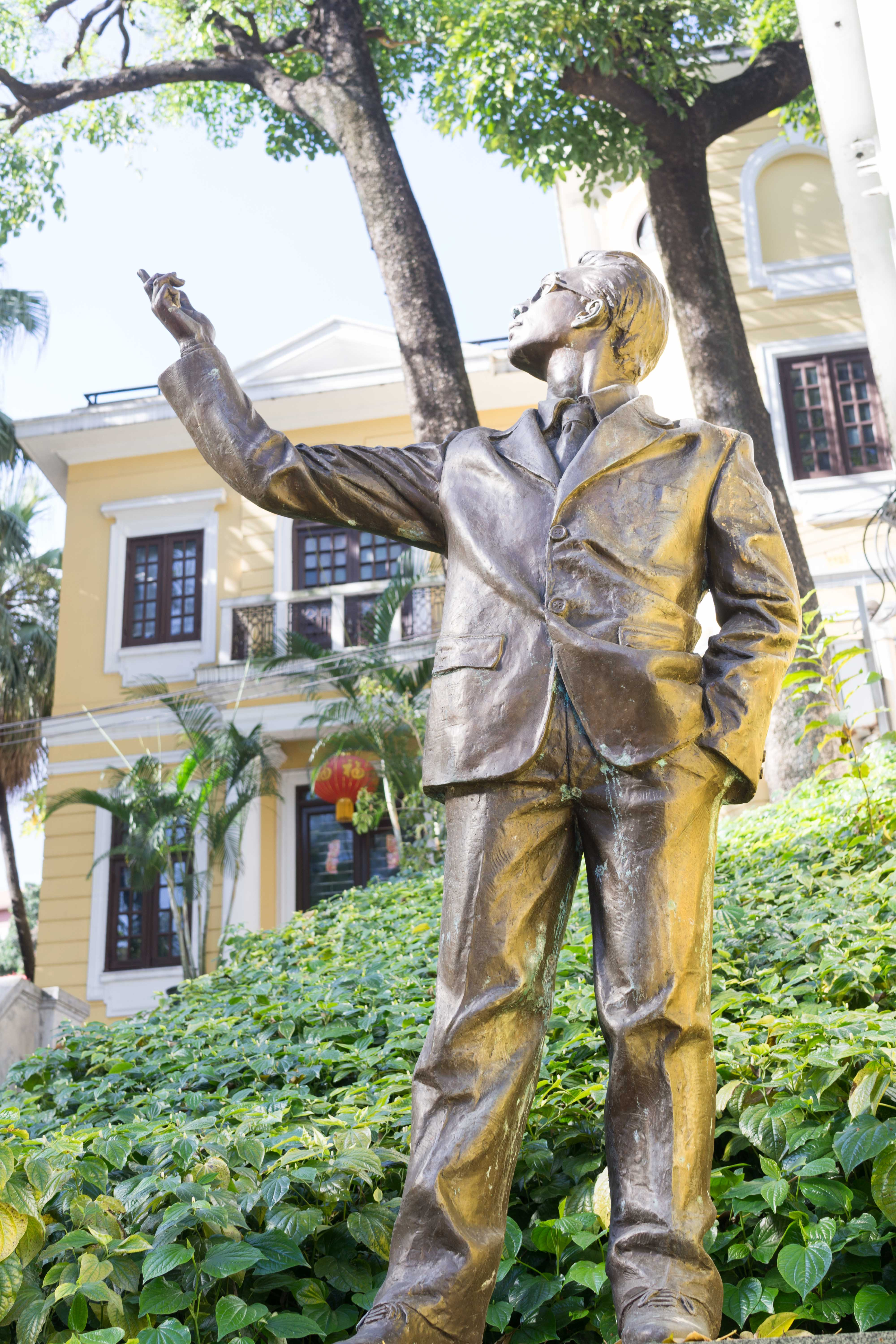